# Мачкасов Валентин Павлович
Валентин Павлович Мачка́сов (нар. 14 липня 1910, Самара — пом. 1990, Рязань) — російський радянський актор театру.

## Біографія
Народився 1 [14] липня 1910 року в місті Самарі (нині Росія) у сім'ї актора. Під час Громадянської війни жив у Самарському дитячому будинку, брав участь у самодіяльності. Після закінчення семирічної школи працював електромонтером на заводі, грав у заводському творчому колективі «Синя блуза». У січні 1930 року був зарахований до трупи Самарського театру драми під керівництвом Арсенія Рідаля, де дебютував у ролі літнього попика-рибалки у п'єсі Олександра Афіногенова «Дивак».
Згодом працював у театрах Рязані, Ашхабада, Дніпродзержинська, Уссурійська, Якутська, Владимира, Бєлгорода, Даугавпілса. У 1959—1965 роках — актор Алтайського крайового драмтеатру; у 1966—1970 роках — актор Донецького російського драматичного театру в Жданові. Помер в Рязані у 1990 році.

## Ролі
- Гордій Павлович («Шануй батька свого» Віктора Лаврентьєва);
- Зиков, Яків, Тетерєв і Перчихін («Зикови», «Останні», «Міщани» Максима Горького);
- Єгорович («Всім смертям назло» Владислава Титова, Коленко Миленко);
- Кнуров, Прибутков («Безприданниця», «Остання жертва» Олександра Островського);
- Великий інквізитор («Джордано Бруно» Олега Окулевича);
- Лук'янов («Солов'їна ніч» Валентина Єжова);
- Шалий («Піднята цілина» за Михайлом Шолоховим);
- Мармеладов («Злочин і кара» за Федором Достоєвським);
- комісар Воробйов («Справжня людина» Теодора Лондона за повістю Бориса Польового «Повість про справжню людину»);
- Горбачов («Брати Єршови» Всеволода Кочетова);
- Сердюк («Іркутська історія» Олексія Арбузова);
- Новіков («Палата» Самуїла Альошина);
- Сартаков («Совість» Дори Павлової);
- комісар Позднишев, Зуб («Між зливами», «Океан» Олександра Штейна);
- Єпіхолов («Вишневий сад» Антона Чехова);
- Громов («Угрюм-ріка» за романом Вячеслава Шишкова);
- Кошкін («Любов Ярова» Костянтина Треньова);
- Ватажок («Оптимистична трагедія» Всеволода Вишневського);
- Глоба («Руські люди» Костянтина Симонова);
- Бочаров («Стурбова старість» Леоніда Рахманова);
- Барабаш («Чому усміхалися зірки» Олександра Корнійчука);
- Осип («Ревізор» Миколи Гоголя);
- Бенедикт («Багато галасу з нічого» Вільяма Шекспіра).

## Відзнаки
- Заслужений артист РРФСР з 1 вересня 1955 року[2].
- Народний артист РРФСР з 18 грудня 1965 року[2].